# Chandler (Indiana)
Chandler és una població dels Estats Units a l'estat d'Indiana. Segons el cens del 2000 tenia 3.094 habitants.

## Demografia
Segons el cens del 2000, Chandler tenia 3.094 habitants, 1.178 habitatges, i 882 famílies. La densitat de població era de 706,9 habitants per km².
Dels 1.178 habitatges en un 36,8% hi vivien nens de menys de 18 anys, en un 57,5% hi vivien parelles casades, en un 13,5% dones solteres, i en un 25,1% no eren unitats familiars. En el 21% dels habitatges hi vivien persones soles el 8,2% de les quals corresponia a persones de 65 anys o més que vivien soles. El nombre mitjà de persones vivint en cada habitatge era de 2,63 i el nombre mitjà de persones que vivien en cada família era de 3,04.
Per edats la població es repartia de la següent manera: un 27,5% tenia menys de 18 anys, un 8,5% entre 18 i 24, un 32,2% entre 25 i 44, un 22,1% de 45 a 60 i un 9,7% 65 anys o més.
L'edat mediana era de 34 anys. Per cada 100 dones de 18 o més anys hi havia 93,8 homes.
La renda mediana per habitatge era de 36.047 $ i la renda mediana per família de 39.500 $. Els homes tenien una renda mediana de 29.074 $ mentre que les dones 21.142 $. La renda per capita de la població era de 16.172 $. Entorn del 10,1% de les famílies i el 14,1% de la població estaven per davall del llindar de pobresa.

## Poblacions més properes
El següent diagrama mostra les poblacions més properes.